# Kraina Śląska
Kraina Śląska – jednostka podziału kraju stosowana w leśnictwie położona  w pasie Nizin Środkowopolskich i w swym zasięgu obejmuje: na północy – Wał Trzebnicki, w części środkowej – Nizinę Śląską, na południowym wschodzie – Wyżynę Śląską, na południowym zachodzie zaś – Przedgórze Sudeckie.
Lesistość krainy wynosi ok. 30%.
Klimat krainy zalicza się do typu klimatu podgórskich nizin i kotlin, a w układzie warunków klimatycznych daje się zaznaczyć wpływ klimatu atlantyckiego.
Prawie cała kraina leży w zasięgu zlodowacenia środkowopolskiego, które ukształtowało rzeźbę terenu z różnicą wzniesień ponad 150 metrów, w krainie jest zróżnicowanie geologiczne i różnorodność gleb. Na południe od Szprotawy rozciągają się pola sandrowe z suchymi i ubogimi piaskami, tworząc tzw. Bory Dolnośląskie. W okolicach Głogowa i Lubina występują gleby gliniaste i iły. W dolinach rzek Odry i Baryczy występują gleby aluwialne, natomiast na południe od Wrocławia znajdują się rędziny, a na Przedgórzu Sudeckim ciągną się pasma lessów. Od Legnicy do Opola zalegają piaski i piaski gliniaste, a pomiędzy Opolem i Kędzierzynem-Koźlem występują suche piaski i piaski wydmowe,
Najliczniejszymi siedliskami leśnymi są: bór świeży – ok. 32%, bór mieszany świeży – ok. 23%, las mieszany – ok. 16%. Ponadto w Krainie Śląskiej występują siedliska boru wilgotnego, bagiennego, boru mieszanego wilgotnego, lasu wilgotnego i lasu łęgowego, których łączny udział wynosi ok. 14%,
W składzie gatunkowym drzewostanów występują wszystkie ważne gospodarczo gatunki drzew leśnych, a ich procentowy udział w poszczególnych drzewostanach uwarunkowany jest żyznością gleb. Na glebach lessowych występują drzewostany bukowe, bukowo-dębowe i bukowo-jodłowe, natomiast w miarę posuwania się na południe, na terenach wyżej położonych, wzrasta wyraźnie udział świerka w zmieszaniu z modrzewiem polskim i europejskim,
Kraina Śląska dzieli się na 6 dzielnic:
1. Dzielnica Równiny Dolnośląskiej
2. Dzielnica Wzgórz Dolnośląskich
3. Dzielnica Przedgórza Sudeckiego
4. Dzielnica Kotliny Opolskiej
5. Dzielnica Górnośląskiego Okręgu Przemysłowego
6. Dzielnica Kędzierzyńsko-Rybnicka